# 土方弘克
土方弘克（ひじかた ひろかつ）は、日本のグラフィックデザイナー。東京都出身。
1967年から今日までの40年余、核兵器廃絶をはじめ、平和の希求や環境をテーマにしたポスターを自主制作。
1990年バブル経済崩壊後より中小・零細企業のロゴマークを多数制作。

## 略歴
- 1941年（昭和16年） - 東京都生まれ
- 1959年（昭和34年） - 東京都立工芸高等学校 図案科 卒
- 1963年（昭和38年） - 多摩美術大学 図案科 卒
- 1963年（昭和38年） - 株式会社日本デザインセンター 入社
- 1964年（昭和39年） - 日宣美展会員
- 1975年（昭和50年） - （有）ヒジカタ・クリエイティブ・ユニット 設立
- 1981年（昭和56年） - 米国、アートセンター・カレッジ・オブ・デザインにて「2人展」
- 1985年（昭和60年） - 独国、レマーゲン、ピースミュージアムにて「ピースポスター個展」
- 1986年（昭和61年） - 国連「1986 United Nations Day 24 October」の広報でPeace Posterが使われる。
- 1997年（平成 9 年） - 石川県、金沢市民芸術村にて「土方弘克デザイン展」
- 2004年（平成16年） - 英国、中学校の教科書〈HISTORY STARTERS〉の表紙と本文に「NO MORE HIROSHIMAS」のポスターが使われる。

## 主な受賞歴
- 日宣美奨励賞
- 毎日広告特別賞
- ニューヨーク〈アバンギャルド〉誌・国際反戦ポスター展入賞
- ワルシャワ国際ポスタービエンナーレ銀賞
- ブルノ国際グラフィックデザインビエンナーレ銀賞と会長賞
- ポーランド戦勝30年周年国際ポスター展特別賞
- ニューヨークADC国際展入賞
- スロヴァキアEKOPLAGAT展入賞 ほか

## 主な仕事
- 「浅田飴」等の中小・零細企業のVIデザイン
- 「アジャンタ壁画」装丁（NHK出版）
- 「ANTONIO STRADIVARI in JAPAN」装丁（学研）
- 「浜口陽三自選作品集」装丁（小学館）
- 「フルトヴェングラー全集」「カラヤン全集」CDジャケット・デザイン（東芝EMI）

## 著書
- 『スタートスモール』2009年  財形福祉協会、ISBN 978-4-904723-01-2
- 『私が想う こころのかたち』2011年  財形福祉協会、ISBN 978-4-904723-00-5
- 『流行歌と広告デザイン』2015年 財形福祉協会